# Кастельноу-да-Бажас
Кастельно́у-да-Ба́жас (кат. Castellnou de Bages) — муніципалітет, розташований в Автономній області Каталонія, в Іспанії. Код муніципалітету за номенклатурою Інституту статистики Каталонії — 80620. Розташовується у районі (комарці) Бажас (коди району — 07 та BG) провінції Барселона, згідно з новою адміністративною реформою перебуватиме у складі баґарії (округи) Центральна Каталонія. 

## Населення
Населення міста (у 2007 р.) становить 907 осіб (з них менше 14 років - 18,6%, від 15 до 64 - 71,7%, понад 65 років - 9,7%). У 2006 р. народжуваність склала 9 осіб, смертність — 4 особи, зареєстровано 2 шлюби. У 2001 р. активне населення становило 345 осіб, з них безробітних - 25 осіб.

Серед осіб, які проживали на території міста у 2001 р., 476 народилися в Каталонії (з них 389 осіб у тому самому районі, або кумарці), 120 осіб приїхало з інших областей Іспанії, а 5 осіб приїхало з-за кордону. 

Університетську освіту має 9,3% усього населення. 

У 2001 р. нараховувалося 209 домогосподарств (з них 17,2% складалися з однієї особи, 25,4% з двох осіб,23,9% з 3 осіб, 23,9% з 4 осіб, 6,7% з 5 осіб, 1,9% з 6 осіб, 0,5% з 7 осіб, 0,5% з 8 осіб і 0% з 9 і більше осіб).

Активне населення міста у 2001 р. працювало у таких сферах діяльності : у сільському господарстві - 2,8%, у промисловості - 33,4%, на будівництві - 15,6% і у сфері обслуговування - 48,1%. 

 У муніципалітеті або у власному районі (кумарці) працює 57 осіб, поза районом - 272 особи.

### Безробіття
У 2007 р. нараховувалося 32 безробітних (у 2006 р. - 22 безробітних), з них чоловіки становили 21,9%, а жінки - 78,1%.

## Економіка

### Підприємства міста

#### Промислові підприємства
| \| Промислові підприємства міста, за сферою діяльності \| Промислові підприємства міста, за сферою діяльності \| Промислові підприємства міста, за сферою діяльності \| \| Рік \| 2002 р. \| 2001 р. \| \| --------------------------------------------------- \| --------------------------------------------------- \| --------------------------------------------------- \| \| Енергетичні та водні ресурси \| 0% \| 0% \| \| Хімія та метали \| 0% \| 0% \| \| Переробка металів \| 50% \| 50% \| \| Продукти харчування \| 0% \| 0% \| \| Текстиль \| 25% \| 25% \| \| Виробництво меблів, видання \| 25% \| 25% \| \| Інше \| 0% \| 0% \| \| Усього підприємств \| 4 \| 4 \| |         |         |
| Промислові підприємства міста, за сферою діяльності |         |         |
| Рік | 2002 р. | 2001 р. |
| Енергетичні та водні ресурси | 0%      | 0%      |
| Хімія та метали | 0%      | 0%      |
| Переробка металів | 50%     | 50%     |
| Продукти харчування | 0%      | 0%      |
| Текстиль | 25%     | 25%     |
| Виробництво меблів, видання | 25%     | 25%     |
| Інше | 0%      | 0%      |
| Усього підприємств | 4       | 4       |

#### Роздрібна торгівля
| \| Підприємства роздрібної торгівлі міста, за сферою діяльності \| Підприємства роздрібної торгівлі міста, за сферою діяльності \| Підприємства роздрібної торгівлі міста, за сферою діяльності \| \| Рік \| 2002 р. \| 2001 р. \| \| ------------------------------------------------------------ \| ------------------------------------------------------------ \| ------------------------------------------------------------ \| \| Продукти харчування \| 0% \| 0% \| \| Одяг та взуття \| 0% \| 0% \| \| Товари для дому \| 0% \| 0% \| \| Книги та періодичні видання \| 0% \| 0% \| \| Промислова хімічна продукція \| 0% \| 0% \| \| Продукція, пов'язана з транспортними засобами \| 0% \| 0% \| \| Інше \| 100% \| 100% \| \| Усього підприємств \| 1 \| 1 \| |         |         |
| Підприємства роздрібної торгівлі міста, за сферою діяльності |         |         |
| Рік | 2002 р. | 2001 р. |
| Продукти харчування | 0%      | 0%      |
| Одяг та взуття | 0%      | 0%      |
| Товари для дому | 0%      | 0%      |
| Книги та періодичні видання | 0%      | 0%      |
| Промислова хімічна продукція | 0%      | 0%      |
| Продукція, пов'язана з транспортними засобами | 0%      | 0%      |
| Інше | 100%    | 100%    |
| Усього підприємств | 1       | 1       |

#### Сфера послуг
| \| Підприємства міста, що працюють у сфері послуг, за діяльністю \| Підприємства міста, що працюють у сфері послуг, за діяльністю \| Підприємства міста, що працюють у сфері послуг, за діяльністю \| \| Рік \| 2002 р. \| 2001 р. \| \| ------------------------------------------------------------- \| ------------------------------------------------------------- \| ------------------------------------------------------------- \| \| Гуртова торгівля \| 8% \| 9,1% \| \| Готелі та готельний бізнес \| 12% \| 13,6% \| \| Транспорт та зв'язок \| 32% \| 27,3% \| \| Посередницькі фінансові послуги \| 0% \| 0% \| \| Послуги підприємствам \| 8% \| 9,1% \| \| Послуги фізичним особам \| 24% \| 22,7% \| \| Нерухомість та ін. \| 16% \| 18,2% \| \| Усього підприємств \| 25 \| 22 \| |         |         |
| Підприємства міста, що працюють у сфері послуг, за діяльністю |         |         |
| Рік | 2002 р. | 2001 р. |
| Гуртова торгівля | 8%      | 9,1%    |
| Готелі та готельний бізнес | 12%     | 13,6%   |
| Транспорт та зв'язок | 32%     | 27,3%   |
| Посередницькі фінансові послуги | 0%      | 0%      |
| Послуги підприємствам | 8%      | 9,1%    |
| Послуги фізичним особам | 24%     | 22,7%   |
| Нерухомість та ін. | 16%     | 18,2%   |
| Усього підприємств | 25      | 22      |

## Житловий фонд
У 2001 р. 5,7% усіх родин (домогосподарств) мали житло метражем до 59 м2, 19,1% - від 60 до 89 м2, 39,7% - від 90 до 119 м2 і
35,4% - понад 120 м2.

З усіх будівель у 2001 р. 74,7% було одноповерховими, 24,4% - двоповерховими, 0,8
% - триповерховими, 0% - чотириповерховими, 0% - п'ятиповерховими, 0% - шестиповерховими,
0% - семиповерховими, 0% - з вісьмома та більше поверхами.

## Автопарк
| \| Автомобілі, зареєстровані у місті, за призначенням \| Автомобілі, зареєстровані у місті, за призначенням \| Автомобілі, зареєстровані у місті, за призначенням \| \| Рік \| 2006 р. \| 2005 р. \| \| -------------------------------------------------- \| -------------------------------------------------- \| -------------------------------------------------- \| \| Приватні автомобілі \| 60,4% \| 61,4% \| \| Мотоцикли \| 10,4% \| 8,9% \| \| Вантажівки \| 20,9% \| 21,6% \| \| Трактори \| 0,9% \| 0,9% \| \| Автобуси та ін. \| 7,4% \| 7,2% \| \| Усього автомобілів \| 752 шт. \| 684 шт. \| |         |         |
| Автомобілі, зареєстровані у місті, за призначенням |         |         |
| Рік | 2006 р. | 2005 р. |
| Приватні автомобілі | 60,4%   | 61,4%   |
| Мотоцикли | 10,4%   | 8,9%    |
| Вантажівки | 20,9%   | 21,6%   |
| Трактори | 0,9%    | 0,9%    |
| Автобуси та ін. | 7,4%    | 7,2%    |
| Усього автомобілів | 752 шт. | 684 шт. |

## Вживання каталанської мови
У 2001 р. каталанську мову у місті розуміли 99,1% усього населення (у 1996 р. - 99,5%), вміли говорити нею 89,9% (у 1996 р. - 
90%), вміли читати 89,4% (у 1996 р. - 89,5%), вміли писати 66,8
% (у 1996 р. - 62,5%). Не розуміли каталанської мови 0,9%.

## Політичні уподобання
У виборах до Парламенту Каталонії у 2006 р. взяло участь 401 особа (у 2003 р. - 370 осіб). Голоси за політичні сили розподілилися таким чином:
| \| Вибори до Парламенту Каталонії \| Вибори до Парламенту Каталонії \| Вибори до Парламенту Каталонії \| \| Рік \| 2006 р. \| 2003 р. \| \| -------------------------------------- \| ------------------------------ \| ------------------------------ \| \| Конвергенція та Єднання (CiU) \| 35,7% \| 41,6% \| \| Соціалістична партія Каталонії (PSC) \| 20,7% \| 20,3% \| \| Народна партія (PP) \| 7,7% \| 9,7% \| \| Ініціатива за зелену Каталонію (IC) \| 9,2% \| 4,3% \| \| Республіканська лівиця Каталонії (ERC) \| 21,9% \| 23,2% \| \| Громадянська партія (C's) \| 2,5% \| 0% \| \| Інші \| 2,2% \| 0,8% \| |         |         |
| Вибори до Парламенту Каталонії |         |         |
| Рік | 2006 р. | 2003 р. |
| Конвергенція та Єднання (CiU) | 35,7%   | 41,6%   |
| Соціалістична партія Каталонії (PSC) | 20,7%   | 20,3%   |
| Народна партія (PP) | 7,7%    | 9,7%    |
| Ініціатива за зелену Каталонію (IC) | 9,2%    | 4,3%    |
| Республіканська лівиця Каталонії (ERC) | 21,9%   | 23,2%   |
| Громадянська партія (C's) | 2,5%    | 0%      |
| Інші | 2,2%    | 0,8%    |

У муніципальних виборах у 2007 р. взяло участь 515 осіб (у 2003 р. - 455 осіб). Голоси за політичні сили розподілилися таким чином:
| \| Муніципальні вибори \| Муніципальні вибори \| Муніципальні вибори \| \| Рік \| 2007 р. \| 2003 р. \| \| -------------------------------------- \| ------------------- \| ------------------- \| \| Конвергенція та Єднання (CiU) \| 46% \| 54,7% \| \| Соціалістична партія Каталонії (PSC) \| 42,1% \| 33% \| \| Народна партія (PP) \| 0% \| 1,3% \| \| Ініціатива за зелену Каталонію (IC) \| 0% \| 0% \| \| Республіканська лівиця Каталонії (ERC) \| 11,8% \| 11% \| \| Громадянська партія (C's) \| 0% \| 0% \| \| Інші \| 0% \| 0% \| |         |         |
| Муніципальні вибори |         |         |
| Рік | 2007 р. | 2003 р. |
| Конвергенція та Єднання (CiU) | 46%     | 54,7%   |
| Соціалістична партія Каталонії (PSC) | 42,1%   | 33%     |
| Народна партія (PP) | 0%      | 1,3%    |
| Ініціатива за зелену Каталонію (IC) | 0%      | 0%      |
| Республіканська лівиця Каталонії (ERC) | 11,8%   | 11%     |
| Громадянська партія (C's) | 0%      | 0%      |
| Інші | 0%      | 0%      |